# Browtop
Browtop – wieś w Anglii, w Kumbrii. Leży 46 km na południowy zachód od miasta Carlisle i 409 km na północny zachód od Londynu.